# Vallone dell'Urtier
Vallone dell'Urtier este o arie protejată (arie specială de conservare — SAC, sit de importanță comunitară — SCI) din Italia întinsă pe o suprafață de 1.506 ha, integral pe uscat.

## Localizare
Centrul sitului Vallone dell'Urtier este situat la coordonatele 45°36′20″N 7°26′30″E / 45.605493°N 7.441593°E.

## Înființare
Situl Vallone dell'Urtier a fost declarat sit de importanță comunitară în septembrie 1995 pentru a proteja 2 specii de plante și 6 specii de animale. Situl a fost protejat și ca arie specială de conservare în februarie 2013.

## Biodiversitate
Situată în ecoregiunea alpină, aria protejată conține 18 habitate naturale: Grohotișuri silicioase de la nivelul montan până la nivelul zăpezii (Androsacetalia alpinae și Galeopsietalia ladani), Pante stâncoase silicioase cu vegetație casmofită, Izvoare petrifiante cu formare de travertin (Cratoneurion), Roci stâncoase cu vegetație pionieră de Sedo-Scleranthion sau Sedo albi-Veronicion dillenii, Tufărișuri subarctice cu Salix spp., Lespezi calcaroase, Formațiuni ierboase bogate în specii de Nardus, dezvoltate pe substraturi silicioase în zone montane (și în zone submontane, în Europa continentală), Păduri alpine de Larix decidua și/sau Pinus cembra, Pajiști alpine și boreale, Pajiști alpine și subalpine calcaroase, Formațiuni pioniere alpine de Caricion bicoloris-atrofuscae, Păduri montane și subalpine de Pinus uncinata (* dezvoltate pe substrat gipsos sau calcaros), Râuri de munte și vegetația erbacee de pe malurile acestora, Grohotișuri calcaroase și de șisturi calcaroase de la nivelul montan până la nivelul alpin (Thlaspietea rotundifolii), Pajiști stepice subpanonice, Mlaștini alcaline, Pante stâncoase calcaroase cu vegetație casmofită, Pajiști uscate seminaturale și facies de acoperire cu tufișuri pe substraturi calcaroase (Festuco-Brometalia) (* situri importante pentru orhidee).
La baza desemnării sitului se află mai multe specii protejate:
- plante (2): Astragalus alopecurus, Riccia breidleri
- păsări (6): potârnichea de stâncă (Alectoris graeca saxatilis), acvilă de munte (Aquila chrysaetos), zăgan (Gypaetus barbatus), Lagopus muta helvetica, Lyrurus tetrix tetrix, Pyrrhocorax pyrrhocorax

Pe lângă speciile protejate, pe teritoriul sitului au mai fost identificate 30 de specii de plante, 9 specii de mamifere.